# Bertrand Chamayou
Bertrand Chamayou (Toulouse, 23 de marzo de 1981) es un pianista francés.

## Biografía
Bertrand Chamayou comienza a estudiar piano a los ocho años. Poco tiempo después, entra al conservatorio de su ciudad natal, de donde saldrá a la edad de quince años para integrarse en la clase de Jean-François Heisser al Conservatorio de París. Da entonces sus primeros conciertos, sigue los consejos de artistas tales como Murray Perahia, Leon Fleisher, Dimitri Bachkirov o Aldo Ciccolini; logra un segundo premio al Concurso internacional Krainev en Ucrania, un primer premio de piano al Conservatorio y se integra en el ciclo de perfeccionamiento de este establecimiento, aunque también se perfecciona con Maria Curcio en Londres.

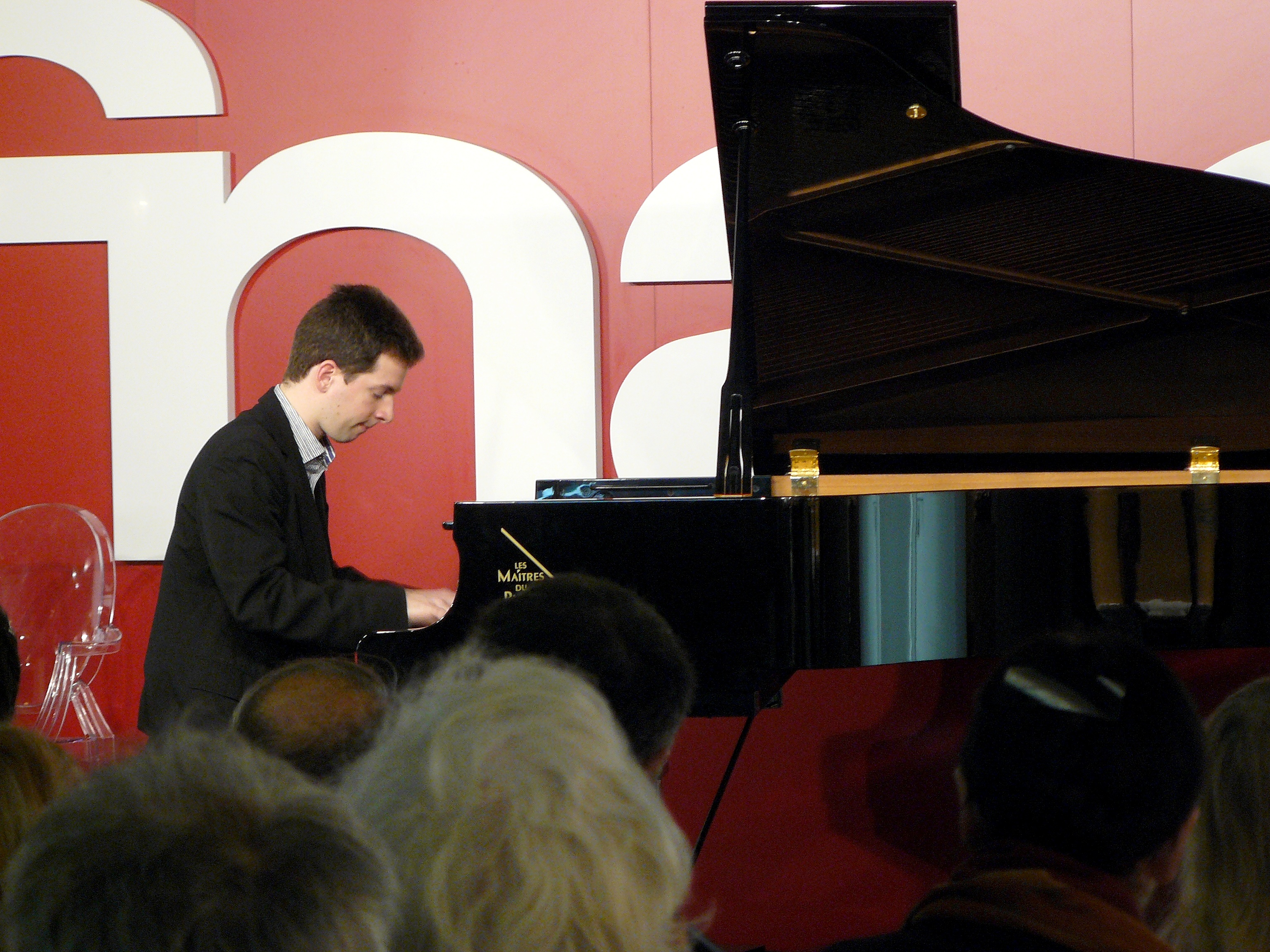

En 2001, gracias a su cuarto premio en el Concurso internacional Marguerite-Long-Jacques-Thibaud, Bertrand Chamayou se pone a dar cada vez más conciertos, sea como solista, sea con cantantes o con orquesta. Actúa numerosas veces en recital en diversas salas prestigiosas (Pleyel, Teatro Mogador, Gaveau, Teatro del Capitole, Halle aux Grains de Toulouse, Corum de Montpellier, Gasteig de Múnich, Conservatoire Tchaïkovski de Moscú etc.) así como en festivales tales como La Roque de Anthéron, la Folle Journée de Nantes, el Festival de Radio Francia y Montpellier Languedoc Roussillon, Piano aux Jacobins, Piano a Riom, Piano en Valois, les Flâneries Musicales de Reims, el Orangerie de Sceaux, el Festival de Pascua de Deauville, la Primavera Musical de Saint Cosme.
Sus conciertos lo llevan también a numerosos países (Alemania, Bélgica, Hungría, Rusia, España, Portugal, Japón, Canadá, etc.)
Además de sus recitales, Bertrand Chamayou ha tocado en concierto con varias orquestas francesas de gran fama, tales como la Orquesta filarmónica de Radio Francia o la Orquesta nacional del Capitole de Toulouse bajo la dirección, respectivamente, de Lawrence Foster y Michel Plasson y práctica asiduamente la música de cámara con socios como Augustin Dumay, Renaud y Gautier Capuçon, el Cuarteto Ysaÿe, el Cuarteto Ébène, Xavier Phillips, Henri Demarquette. Es invitado por el festival Piano aux Jacobins, a Verbier, a Orangerie de Sceaux, etc. pero no se contenta con ilustrar el repertorio, también se le deben la creación de obras nuevas firmadas por Philippe Hersant, Guillaume Connesson, Karol Beffa, etc. 
En 2006, es laureado en las Victorias de la música clásica, en la categoría « revelación solista instrumental del año ».
En 2007, toca el Concerto para piano n° 2 de Saint-Saëns, con la Orquesta francesa de jóvenes, bajo la dirección de Jean-Claude Casadesus, en París, Dijon, Vichy y Aix-en-Provence.
En 2011, obtiene el título de « solista instrumental del año » en las Victorias de la música clásica.
En 2012, su grabación de la integral de los Años de peregrinación de Franz Liszt, obtiene el título de mejor «grabación del año» en las Victorias de la música clásica.
En 2013, firma un contrato de exclusividad con Erato.

## Discografía
- 2006 : Franz Liszt, Doce estudios de ejecución transcendente (Sony)
- 2008 : Félix Mendelssohn, Piano Pieces (Naïve)
- 2010 : César Franck (Preludio, Coral y Fugue, Los Djinns, Variac. sinfónicas...) (Naïve)
- 2011 : Franz Liszt, Integral de los Años de peregrinación (Naïve)
- 2014 : Franz Schubert, Wanderer Fantasía, Klavierstücke D946, Litanei, Allegretto D915... (Erato)

- 2015 : The Chopin Album, con Sol Gabetta (Sony)
- 2016 : Ravel : Complete Works for Solo Piano (Erato)
- 2017 : Debussy : Musique de Chambre, con Renaud Capuçon,  Edgar Moreau, Gérard Caussé, Emmanuel Pahud y Marie-Pierre Langlamet (Erato)

- Datos: Q535842
- Multimedia: Bertrand Chamayou / Q535842